# Wilhelm Hollmann (Sänger)
 Caspar Wilhelm Hollmann (6. Februar 1830 in Hamburg – 16. April 1879 in Dresden) war ein deutscher Sänger und Komponist.

## Leben
Über Hollmanns Leben ist nicht viel bekannt. Er entstammte einer alten Schauspielerfamilie. Er wurde in Hamburg als Sohn des Schauspielers Hollmann geboren. Er wirkte von 1857 bis 1869 am Hoftheater in Dresden und verstarb dort im April 1879. Zudem betätigte er sich als Komponist. Er war mit Pauline Wilhelmine Henriette Reiße verheiratet. Eisenberg nimmt an, dass er der Vater der mit dem Theaterschauspieler Josef Zaengl verheirateten Opernsängerin Marianne Friederike Cäcilie Zaengl ist. Das ist aber nicht möglich, da er erst 1830 geboren ist und seine angebliche Tochter bereits 1816. Er verwechselt ihn mit dem Schauspieler am Hamburger Stadttheater Wilhelm Hollmann. Korrekt sind hingegen die Angaben im Almanach für Freunde der Schauspielkunst von 1842.